# دیوید هانکو
دیوید هانکو (اسلواکی: Dávid Hancko؛ زادهٔ ۱۳ دسامبر ۱۹۹۷) بازیکن فوتبال اهل اسلواکی است که در پست دفاع میانی برای باشگاه اتلتیکو مادرید و تیم ملی اسلواکی بازی می‌کند.

## باشگاهی
از باشگاه‌هایی که در آن بازی کرده‌است می‌توان به باشگاه فوتبال ژیلینا و باشگاه فوتبال فیورنتینا اشاره کرد.

## تیم ملی
وی همچنین در تیم‌های ملی فوتبال زیر ۲۱ سال اسلواکی و اسلواکی بازی کرده‌است.